# 柏市連続通り魔殺傷事件
柏市連続通り魔殺傷事件（かしわしれんぞくとおりまさっしょうじけん）とは、2014年（平成26年）3月3日に千葉県柏市で発生した通り魔による殺人・傷害・強盗事件。

## 概要
2014年3月3日午後11時34分頃、千葉県柏市の市道で通り魔による連続事件が起こる。最初に襲われたのは帰宅途中の女性Aで「すいません、ちょっと」と男に声をかけられる。Aは「気持ち悪い」と感じて駆け足で逃げた。
次に午後11時36分頃、自転車に乗っていた男性B（当時25歳）がナイフのような刃物を突き付けられて脅された。Bは「何ですか？お金ですか？」と質問し、Bは左手で払いのけた際に切られて軽傷を負った。
続いて午後11時37頃、事件現場の近くに住む会社員の男性C（当時31歳）が襲われ、ナイフのような刃物で刺された。
次に午後11時40分頃、近くに停車中の車に乗っていた男性D（当時44歳）に対して「金を出せ。もう人を殺している」と脅して財布を奪った。
さらに午後11時44分頃、車を運転していた別の男性E（当時47歳）が、倒れていたCを発見して車を降りた隙に、男に車を奪われた。
これら一連の事件に要した時間はわずか約10分で、奪われたEの車は現場から約1.5km北東の柏市内のコンビニ駐車場でエンジンがかかった状態で見つかった。この際、男が車外に出て徒歩で立ち去った様子が防犯カメラの映像で確認された。防犯カメラの映像によると、コンビニ駐車場には3月4日の午前0時頃に車で現れ、数分間留まった後に立ち去ったとされる。車は午前3時頃に千葉県警が発見した。Cは首や背中の複数個所を刺されており、病院で死亡が確認された。
司法解剖の結果、Cの死因は出血性ショックで、ほぼ即死だったという。一方、千葉地裁の公判において、被告はCを殺害した理由を「抵抗してきたので怒りを感じ、殺すしかないと思って首を刺し、とどめを刺そうと倒れた背中を何回も刺した」と供述している。また、Cが抵抗しながら「こんなところで死んでたまるか」と言い、首を刺されうつぶせに倒れた後も「まだ死にたくない……」と漏らしたことを公判で初めて述べ、「罪が重くなると思ってこれまで言わなかった」と供述した。

## 関連事件
この3月3日の事件の現場から約2キロ離れた柏市内で、同年2月28日夜に帰宅途中の女性（当時26歳）が、いきなり後頭部を棒のようなもので殴られるなどして重傷を負う事件も発生している。

## 逮捕
3月5日午前7時25分頃、柏署は殺人容疑でCと同じマンションに住む男X（当時24歳）に任意同行を求める。その際Xは、チェスの「王手詰み」を意味する「チェックメイト」と呟いたという。同日午後5時50分頃、柏署捜査本部はXを立ち合わせて自宅を家宅捜査し、凶器とみられる刃物を押収した。
Xはその前日の4日夜、目撃者を装って報道陣のインタビューに答えており、「自室のドアを開けて共用廊下から市道を見ると、犯人が馬乗りになり何度も刺していた」などと、Cが襲われた時の目撃談を語り、犯人の特徴まで話していたという。Xは1階に住むCとは面識はなかった。
同日夜、柏署は殺人容疑でXを逮捕。連行される際、Xは「Yahoo!チャット万歳!」などと報道陣に向かい叫んだ。またその次には、Xは親指を地面に向けたり、中指を立てたりする仕草も見せた。
4月11日、千葉地方検察庁はXの精神鑑定留置を千葉地方裁判所に請求して認められた。

## 起訴および裁判
2014年7月17日、千葉地方検察庁はXの刑事責任能力が問えるとしてXを強盗殺人容疑で起訴した。

### 第一審・千葉地方裁判所
2015年5月27日、千葉地方裁判所で初公判が開かれ、Xは「間違いありません」と起訴内容を認めた。
同年6月5日に千葉地方裁判所で開かれた論告求刑で検察側はXに対し、「金銭目的の犯行」と指摘した上で、「再犯の可能性も高い」として無期懲役を求刑した。弁護側は最終弁論で「犯行は統合失調症の影響によるものだ」と主張した。
同年6月12日、千葉地方裁判所は｢強固な殺意に基づく残虐な犯行｣として、Xに求刑通り無期懲役の判決を言い渡した。閉廷後、「また殺人が出来る」「検察官、悔しかったら死刑にしてみろ」などと叫び、刑務官に抑えられ退廷させられた。同月12日付けで、Xは判決を不服として東京高等裁判所に控訴した。

### 東京高等裁判所
2016年2月26日、東京高等裁判所で控訴審が開かれ、弁護側は「間違って処方された抗うつ剤の副作用で攻撃性が高まっていた。本人の意思ではない」と主張。検察側は控訴棄却を求め結審した。
2016年3月30日、東京高等裁判所は「強盗目的を果たすために合理的な判断をしている。完全責任能力はあった」と述べ千葉地方裁判所の一審判決を支持し控訴を棄却した。

### 最高裁判所
2016年10月11日、最高裁判所第三小法廷は被告側の上告を棄却し、一審・二審での無期懲役の判決が確定した。

## 背景・動機
千葉地裁における検察側と弁護側の冒頭陳述などによれば、被告は幼少期から片耳が聞こえない聴覚障害があり、親からは児童虐待を受け暴力を振るわれ、学校では障害を理由にいじめを受けて育ったという。
孤立した被告は、Yahoo!チャットといったインターネットのチャットサイトに唯一の居場所を見出し、小学校6年生からパソコンでのネット依存が始まり、中学生の頃は友人がいなかった。
2008年には18歳（当時の法律では未成年）で、チャットサイトで知り合った少年を脅したとして強要罪容疑で逮捕される事件を起こすなどして少年院に2回入った経歴を、チャットサイトで「武勇伝」として語っていた。また被告はチャットサイトだけでなく、動画配信サイト「ニコニコ生放送」で動画配信も行っており、そのプロフィール欄にも過去の犯罪歴を並べた上で「私は24歳のセレブニート、素人童貞で彼女募集中」と自己紹介し、尊敬する人物として神戸連続児童殺傷事件の加害者である「酒鬼薔薇聖斗」を挙げていた。
被告はYahoo!チャット内の「喧嘩部屋」というチャットルームに入り浸っており、少年時代の犯罪を「武勇伝」として語り、動物虐待を行った映像を見せたり（Yahoo!チャットにはビデオチャット機能があった）、チャット中もバタフライナイフやエアガンなどの武器を持ってビデオチャットで見せていた。そしてチャットでも「酒鬼薔薇聖斗を崇拝している」と語るなどしていた。
被告は親からの児童虐待や、障害ゆえに学校でいじめに遭い、友人もできなかった生育歴から、理不尽な社会に対する怨恨を募らせ「社会に対する復讐心が芽生えた」と述べていた。
そして事件の1年前頃から、チャットルームで「バスジャックをして東京スカイツリーに突っ込むテロをやる」と言うようになり、「理不尽な社会への報復として、震災が起きた3月11日にテロを決行する」と話していた。
しかしながら、事件が発生した年の2014年1月8日、ヤフー株式会社は利用者減を理由にYahoo!メッセンジャーを同年3月26日をもってサービス終了することを発表、その付帯機能であったYahoo!チャットも同時にサービス終了が決定（詳細はYahoo!チャットを参照）。被告が入り浸っていた同チャットの「喧嘩部屋」も廃止され、被告は唯一の居場所であったチャットルームを失うこととなる。そして被告は「なぜかは分からないが、今やるしかないと思った」と突然犯行を決意。そしてYahoo!チャット閉鎖の直前、同年3月3日夜に犯行に及んだ。
被告は犯行の動機について、警察の取り調べや千葉地裁での公判において「（強盗殺人で）金を奪って拳銃を買い、理不尽な社会への報復にテロを起こすつもりだった。テロを通して自分がこれまでに受けたいじめや親からの暴力、差別などの理不尽さを社会に訴えたかった」と供述した。しかし当時、被告が生活に困窮していたことから、検察は「単なる金銭目的の犯行」と断定して被告の主張を退けた。
また被告は、公判で無期懲役を求刑されたことに対し「死刑になりたかった。社会に出たらまた殺人を犯す。死刑にしてほしい」と主張していた。